# Gårdtjärnen (Råneå socken, Norrbotten)
Gårdtjärnen är en sjö i Bodens kommun i Norrbotten och ingår i Råneälvens huvudavrinningsområde. Sjön har en area på 0,0686 kvadratkilometer och ligger 162,4 meter över havet.

## Delavrinningsområde
Gårdtjärnen ingår i det delavrinningsområde (735702-178136) som SMHI kallar för Inloppet i Lillbergsselet. Medelhöjden är 173 meter över havet och ytan är 18,92 kvadratkilometer. Det finns inga avrinningsområden uppströms utan avrinningsområdet är högsta punkten. Bjurån som avvattnar avrinningsområdet har biflödesordning 2, vilket innebär att vattnet flödar genom totalt 2 vattendrag innan det når havet efter 54 kilometer. Avrinningsområdet består mestadels av skog (81 procent) och sankmarker (10 procent). Avrinningsområdet har 0,07 kvadratkilometer vattenytor vilket ger det en sjöprocent på 0,4 procent.